# Dennis colpisce ancora
(George Wilson)
Dennis colpisce ancora (Dennis the Menace Strikes Again!) è un film statunitense del 1998 diretto da Charles T. Kanganis, tratto dall'omonima striscia a fumetti creata nel 1951 da Hank Ketcham e seguito del film del 1993 Dennis la minaccia. Il film, di scarso successo, è uscito direttamente sul mercato dell'home video.
Il film ha ricevuto nel 1999 una nomination ai Golden Reel Award nella categoria "Miglior montaggio sonoro - direct-to-video".

## Trama
Quasi 2 anni dopo, Dennis Mitchell è peggio che mai, si reca a casa del signor Wilson per offrirgli alcuni animali domestici come regali per il suo compleanno incluse rane, rettili, insetti, tarantole, scorpioni, topi, mammiferi esotici e persino un cucciolo di alligatore. Mentre la rana sgattaiola fuori dalla sua gabbia fa irruzione nella vasca da bagno di George sputandogli l'acqua in faccia e facendolo urlare dallo spavento. Dennis, impaurito, inciampa nelle gabbie degli animali facendoli fuggire tutti. George, furioso, sgrida Dennis ma viene morso al piede dal cucciolo di alligatore finendo con il signor Wilson che scende involontariamente da una rampa di scale nel carretto rosso di Dennis e riceve accidentalmente prima la sua torta di compleanno che gli viene lanciata in faccia da Martha spaventandosi alla vista del cucciolo di alligatore ed infine la rana di Dennis come regalo di compleanno. Poco dopo questo incidente, il signor Johnson, nonno materno di Dennis, si presenta e annuncia che si trasferirà dai Mitchell, così Dennis inizia a passare più tempo con lui per la gioia di George, il quale crede di essersene liberato per un po' di tempo.
Il signor Wilson, sconvolto dal fatto che sta invecchiando, viene ingannato da due truffatori seriali, il Professore e il suo assistente, Sylvester, che cercano di convincerlo a comprare una radice "rara" usata per fare un infuso per ringiovanire le persone. Sta per pagare 10.000 $ quando Dennis arriva rivelando di possedere una radice dello stesso tipo, che dice di aver trovato in un torrente.
Poco dopo, il Professore e Sylvester tornano e vendono a George una macchina che presumibilmente rende le persone più giovani. Improvvisamente, gli atteggiamenti di lui e del signor Johnson si invertono mentre quest'ultimo realizza di non essere più all'altezza di badare a Dennis a causa dell'anzianità mentre George si sente "più giovane" e meno dolorante. Mentre Dennis sta cercando di ripulire un mucchio di spazzatura che ha accidentalmente gettato sulla macchina del signor Johnson mentre la portava fuori, chiede in prestito l'idropulitrice al signor Wilson per lavere l'auto di suo nonno scambiando accidentalmente il sapone per auto con una bottiglia simile dalla quale si ricava lo zucchero filato. Quando si accorge del guaio è troppo tardi: l'idropulitrice esplode distruggendo la macchina della giovinezza del signor Wilson. Di conseguenza, il signor Wilson, ormai esasperato, dichiara che lui e Martha venderanno la casa per stare lontano da Dennis per sempre, al che il signor Johnson decide acquistare la loro casa, anche se nessuno sembra voler davvero portare a termine questo piano.
Sentendo tutto, il Professore e Sylvester decidono di usare il piano di George come un'opportunità per truffarlo sempre di più. Dennis aiuta la polizia (non intenzionalmente) a catturarli (dato che fingono di essere diversi operai a casa Wilson quando stavano progettando di trasferirsi, tentando ancora una volta di prosciugare il suo conto in banca accumulando un mucchio dei suoi assegni non ancora convalidati da sostenendo che la casa aveva bisogno di diverse riparazioni prima di poter essere venduta).
La polizia restituisce gli assegni non incassati e George decide di non muoversi dopo che Dennis lo prega di non farlo. Il signor Johnson, però, annuncia l'intenzione di riprendersi il camper, avendo promesso di portare Dennis al Grand Canyon, anche per tutto quello che gli ha fatto passare.
Dennis e il signor Johnson sono nel suo camper nel Grand Canyon e Dennis, volendo portare a casa un sasso in regalo al signor Wilson, prende accidentalmente quello da sotto il camper, facendolo rotolare giù per la pendenza per come è parcheggiato sopra con il signor Johnson ancora dentro. Mentre si godono il periodo natalizio, il signor Wilson e sua moglie vedono al telegiornale cosa è successo mentre Dennis spiega alla telecamera e il signor Johnson viene trasportato in aereo in salvo. Dennis fa un saluto al signor Wilson, cosa che lo lascia così sbalordito che mormora agli spettatori "È una peste!".

## Sequel
Il suo ultimo sequel è Dennis - La minaccia di Natale (2007), anch'esso distribuito direttamente in home video.